# Драгољуб Аџић
Драгољуб Аџић Аџо (Цетиње, 23. јул 1941 — Нови Сад, 16. јул 2024) био је српски ликовни уметник, један од најистакнутијих представника керамичке скулптуре у региону. Добитник је бројних награда, укључујући Октобарску награду града Новог Сада за животно дело.

## Биографија

### Образовање и рана каријера
Рођен је 1941. године на Цетињу. Основно и средње образовање завршио је у Новом Саду, где је похађао Средњу школу за примењену уметност. Дипломирао је 1969. на Академији примењених уметности у Београду у класи Ивана Табаковића. Специјализацију из керамике завршио је у Паризу код Алена Беарија у Школи примењених уметности Дипере.

### Професионални развој
Од 1979. до 1995. радио је као сценограф за РТВ Нови Сад, где је креирао визуелне концепте за бројне емисије и документарце. Паралелно се развијао као самостални уметник, интензивно експериментишући са техникама керамике и металне пластике.
Његово дело карактерише синтеза апстрактних и надреалних елемената, често инспирисана античком митологијом. Карактеристични су му динамични облици са елементима механичких спона, што је видљиво у серијама Хидра (1988) и Лабиринт (1995).

## Знамените изложбе и признања
Током каријере организовао је преко 30 самосталних изложби у Београду, Загребу, Паризу и Берлину. Ретроспективна изложба „У глави и ватри” (2024) у холу РТВ Војводине приказала је 70 његових дела из приватних и музејских збирки.
Добитник је:
- Награде „Четврти април” за керамику (1968)
- Златне форме 71 на Међународном бијеналу керамике у Загребу (1971)
- Октобарске награде града Новог Сада за животно дело (2007)[1]

## Наслеђе
Аџићево атељео на Петроварадинској тврђави претворен је у меморијални центар 2025. године. Његов син Александар Аџић такође се бави керамичком уметношћу, чувајући породичну уметничку традицију.